# منوچهر شیبانی
منوچهر شیبانی (زادهٔ ۳۱ شهریور ۱۳۰۳ کاشان – درگذشتهٔ ۲۰ آبان ۱۳۷۰) شاعر، نقاش و سینماگر ایرانی بود.
او نوه فتح‌الله خان شیبانی شاعر مشهور دوره بازگشت بود. شیبانی نخست به هنرستان نساجی رفته و کار با رنگ‌ها را در آنجا آموخته بود. بعد‌ها به هنرستان هنرپیشگی رفته بود و غیر از بازیگری، طراحی لباس و دکور نیز آموخته بود. پس از اتمام هنرستان هنرپیشگی، برای تحصیل در رشته نقاشی به دانشکده هنر‌های زیبا رفته بود. 

## کتاب شعر
- جرقه (کتاب شعر) ۱۳۲۴
- آتشکدهٔ خاموش (کتاب شعر) ۱۳۴۲
- سراب‌های کویری (کتاب شعر) ۱۳۵۵

## دیگر فعالیت‌ها
در ایام جوانی به واسطهٔ احسان طبری با نیما یوشیج آشنا شد و این آشنایی زمینه‌ساز پیشرفت او در شاعری گشت. در نخستین کنگرهٔ نویسندگان ایران در سال ۱۳۲۵، وی جوان‌ترین شاعر شرکت‌کننده بود. وی ۵۲ نمایشگاه نقاشی در ایران و دیگر کشورها برگزار کرد و نیز چندین اُپرا و فیلم را کارگردانی نمود.

## مرگ
شیبانی در ۲۰ آبان ۱۳۷۰ بر اثر ابتلا به سرطان در سن ۶۷ سالگی درگذشت و در امامزاده طاهر کرج به خاک سپرده شد. او از اعضای دوره نخست نشریه خروس جنگی بود. شیبانی چندین نمایشگاه در داخل و خارج از کشور برگزار کرد و چندین اپرا را نویسندگی و کارگردانی کرد. در چهارم آبان سال ۱۳۴۶، اپرای تهران که به نام تالار رودکی نام‌گذاری شد،  با اپرای «ایران جاودان» نوشته منوچهر شیبانی افتتاح شد که شامل تاریخ ایران در زمان کوروش و داریوش بود.